# 猫打球商店
《猫打球商店》是十九世纪法国文豪巴尔扎克的一篇短篇小说，原名《光荣与不幸》（Gloire et Malheur），1829年完稿，1830年发表于《私人生活场景》两卷集中。之后4次出版，每次都有改动，最终出版于1842年十六卷本的《人间喜剧》中。

## 概述
小说主要描写呢绒商纪尧姆先生（猫打球商店店主）的小女儿奥古斯汀与一位年轻贵族画家的婚姻。画家在路过店面时被美丽动人的奥古斯汀吸引，为她画了一幅画像。奥古斯汀在画展中认出自己的画像后也爱上画家，两人不惜冲破家庭阻挠，不顾阶层地位问题结婚。然而婚后画家对奥古斯汀的庸俗感到厌倦，奥古斯汀尝试让自己变得高雅起来，却无法挽回丈夫的心。向娘家求助未果後，奥古斯汀只能到画家的情人伯爵夫人处求教如何挽回和丈夫的婚姻。伯爵夫人将画家送给自己的奥古斯汀的画像转送给奥古斯汀，希望奥古斯汀能以此让丈夫回心转意。想不到画家见此画后勃然大怒，只想到伯爵夫人背叛了他。奥古斯汀郁郁寡欢，27岁便去世。
在这篇小说中，巴尔扎克在小说中表现出了入木三分的人物刻画能力与对当时巴黎社会生活的精到把握和全景式的生动再现。巴尔扎克以此故事说明普通人家高攀贵族或富人的结局，以及门当户对婚姻的重要性：不同阶层出身的人的婚姻结合只会因气质和思想的差异导致悲剧。小说名字指的是商店里的一幅画像，内容是一只猫与人在打回力球，以隐喻小说主题。

## 改编作品
《猫打球商店》在2009年被改编为电视剧在法国电视2台播出（连续剧集《十九世纪小说故事集》的一部分）。